# Promachus subtilis
Promachus subtilis är en tvåvingeart som beskrevs av Stanley Willard Bromley 1935. Promachus subtilis ingår i släktet Promachus och familjen rovflugor.
Artens utbredningsområde är Kongo. Inga underarter finns listade i Catalogue of Life.